# Línea SE873 (EMT Madrid)
El Servicio Especial (S.E.) codificado como SE873 de la EMT de Madrid unió las estaciones de San Blas y Cartagena, con motivo de las obras que se realizaron en la línea 7 de Metro, del 1 al 4 de mayo de 2025.

## Características
Esta línea prestó servicio del 1 al 4 de mayo de 2025, cubriendo parte del recorrido de la línea 7 de Metro, cortada por las obras de renovación del sistema de señalización ferroviaria en dicho tramo.
Tuvo una dotación de hasta nueve autobuses en las horas de mayor afluencia de viajeros.
Fue gratuita para los usuarios, al tratarse de un servicio consensuado entre ambos operadores de transporte.

### Frecuencias
| Sábados laborables, domingos y festivos |              |
| De 6:00 a 9:00                          | 8-12 minutos |
| De 9:00 a 22:00                         | 6-7 minutos  |
| De 22:00 a fin                          | 7-10 minutos |

## Recorrido y paradas

### Sentido Cartagena
| Estación sustituida     | Código | Ubicación de parada                   | Conexiones con Metro |
| ----------------------- | ------ | ------------------------------------- | -------------------- |
| San Blas                | 2352   | Pobladura del Valle con Av. de Hellín | San Blas             |
| Simancas                | 2344   | Amposta, 1                            |                      |
| García Noblejas         | 245    | Hermanos García Noblejas, 51-53       |                      |
| Ascao                   | 5510   | Ascao, 29                             |                      |
| Pueblo Nuevo            | 5941   | Alcalá – Emilio Ferrari, 1            |                      |
| Barrio de la Concepción | 776    | Virgen del Portillo, 23               |                      |
| Parque de las Avenidas  | 692    | Av. de Bruselas, 68                   |                      |
| Cartagena               | 5291   | Av. América frente al nº 37           | Cartagena            |

### Sentido San Blas
| Estación sustituida     | Código | Ubicación de parada                        | Conexiones con Metro |
| ----------------------- | ------ | ------------------------------------------ | -------------------- |
| Cartagena               | 5291   | Av. América frente al nº 37                | Cartagena            |
| Parque de las Avenidas  | 693    | Av. de Bruselas, 65                        |                      |
| Barrio de la Concepción | 1242   | Virgen del Sagrario, 32                    |                      |
| Pueblo Nuevo            | 3706   | Federico Gutierrez, 1                      |                      |
| Ascao                   | 4462   | Ascao, 26 frente a C/ Gutierre de Cetina   |                      |
| García Noblejas         | 244    | Hermanos García Noblejas, 70               |                      |
| Simancas                | 4392   | Amposta, 8                                 |                      |
| San Blas                | 2353   | Pobladura del Valle frente a Av. de Hellín | San Blas             |